# Minnesota Wild
I Minnesota Wild sono una squadra di hockey su ghiaccio della National Hockey League. La squadra ha sede a Saint Paul, nel Minnesota.
Sono collocati nella Northwest Division della Western Conference. I Wild esordiscono nella NHL nella stagione 2000-01. Da allora sino al, 09/04/2008, hanno sempre esaurito tutti i biglietti per i loro incontri casalinghi, all'Xcel Energy Center il loro stadio.

## Storia
1997 — La National Hockey League annuncia che alla città di Saint Paul è stato conferito il compito di creare una nuova franchigia, che inizierà a giocare nella stagione 2000-2001. Minnesota Blue Ox, Minnesota Freeze, Minnesota Northern Lights, Minnesota Voyageurs, Minnesota White Bears e Minnesota Wild sono i sei nomi tra i quali verrà scelto quello della nuova squadra. Jac Sperling viene nominato Direttore Generale e Brian Skluzacek viene nominato Direttore Finanziario.
1998 — Il nome del nuovo team è ufficialmente Minnesota Wild. Il Saint Paul Civic Center inizia a essere smantellato, e inizia la costruzione dell'Xcel Energy Center, costo 130 milioni di dollari. Una innovativa festa di presentazione per l'Xcel Energy Center viene ospitata dalla città Saint Paul, Minnesota.
1999 — I Wild annunciano un accordo di partnership, con la durata di 26 anni, con la Minnesota Amateur Sports Commission (MASC). La partnership Minnesota Wild-MASC è la prima nel suo genere tra un team professionistico privato e un'organizzazione pubblica.
L'Xcel Energy Center viene completato ed è pronto all'uso.
2000-01 — 
La prima stagione dei Minnesota Wild inizia ufficialmente. Jacques Lemaire è il primo Coach della squadra, che sceglie Marián Gáborík, terza scelta assoluta, nel 2000 NHL Entry Draft. La squadra non raccoglie molti successi sul ghiaccio, ma regala qualche speranza per le stagioni future. La partita più bella dell'anno, comunque, fu la prima gara casalinga contro i Dallas Stars, che avevano giocato per lo Stato di Minnesota sotto il nome di Minnesota North Stars. I Wild giocano un grande match davanti a 18 000 persone, vincendo per 6-0.

Logo Alternativo Minnesota; Il nome della squadra inserito in un cerchio e decorato da anelli: Verdi, Dorati e Rossi

2001-02 — I Wild finiscono ancora in ultima posizione, comunque mostrando in alcune parti della stagione un ottimo Hockey, ma è la continuità che manca a Minnesota. La stagione termina con il record di 26-35-12-9. Gaborik è il miglior bomber della squadra con 30 goal, mentre Andrew Brunette è il top scorer con 69 punti.
2002-03 — Questa stagione vede per la prima volta i Minnesota Wild partecipare ai Playoff, arrivando fino alla finale di Western Conference, dove vengono battuti, 4-0 il risultato della serie, dagli Mighty Ducks of Anaheim. I Wild erano giunti a questo traguardo battendo, dopo un'epica rimonta, dal 3-1 al 3-4, i sicuramente più blasonati Colorado Avalanche, vincendo sia Gara 6 che Gara 7 durante i tempi supplementari. Nelle semifinali, eliminarono i Vancouver Canucks, ancora una volta giocando sino a Gara 7, e ancora andando sotto nella serie per 3-1. I Wild segnarono un insolito record in queste gare, infatti sono la prima e l'unica squadra, ad aver vinto due partite dei Playoff, sulla lunghezza di 7 partite, ribaltando il risultato parziale della serie da 3-1 a 3-4.
2003-04 — Quando inizia la stagione le due stelle, Pascal Dupuis e Marián Gáborík, sono infortunati. Dopo aver giocato un mese senza le due Left Wing titolari, finalmente i Wild mettono sotto contratto due giovan ali sinistre, ma entrambe hanno bisogno di ritornare in forma partita. Quando la quadratura delle linee viene finalmente trovate e i giocatori sono di nuovo tutti presenti, manca troppo poco alla fine della Regular Season, per raggiungere i Playoff, e i Wild concludono con il record di 30-29-20-3.
Minnesota inizia a pensare, quindi, al futuro, facendo partire molti dei suoi giocatori più anziani, per ringiovanire la rosa, lasciano i Wild anche alcuni giocatori che facevano parte del team sin dall'inizio come Brad Bombardir e Jim Dowd.
2004-05 — La stagione viene terminata anzitempo, per un lockout indetto dai giocatori. Alcuni giocatori, andranno a giocare in Europa, e l'ex giocatore dei Wild Sergei Zholtok, muore per un infarto durante una partita. Zholtok, muore tra le braccia di Darby Hendrickson, un altro giocatore dei Wild.

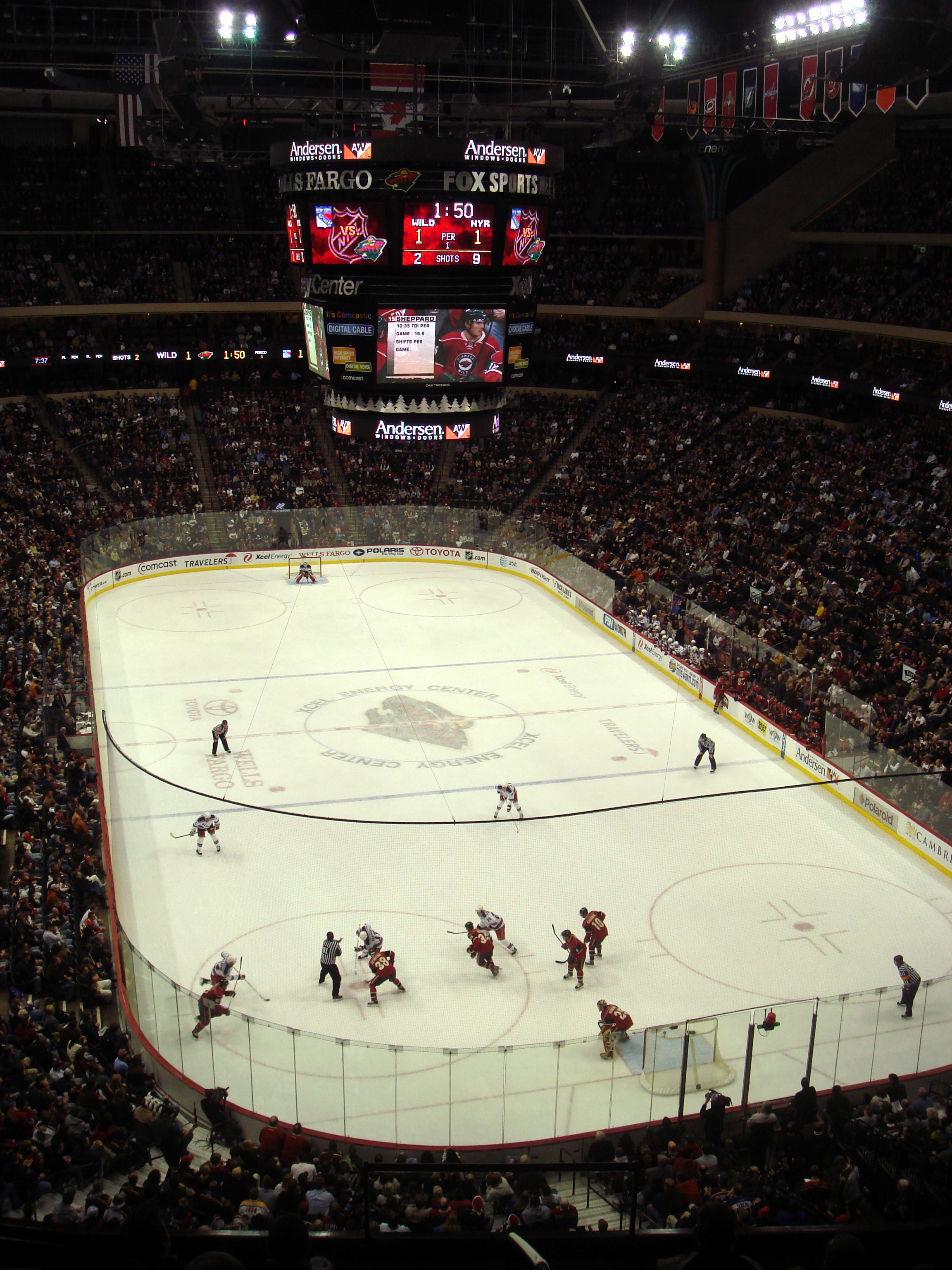
L'Xcel Energy Center durante una partita dei Wild

2005-06 — Minnesota chiude in ultima posizione nella Northwest Division, a 8 punti di distacco da Vancouver. Gaborik fa segnare un nuovo record di goal in una stagione: (38), mentre è di Brian Rolston, il nuovo record di punti in una stagione: 
(79). La controversia, che per tutta la stagione, imperversa tra i due portieri Manny Fernandez e Dwayne Roloson, si conclude con la cessione di Roloson ad 
Edmonton, in cambio della prima scelta di questi ultimi all'2006 NHL Entry Draft.
2006-07 — I Wild mettono sotto contratto diversi veterani senza una squadra: Kim Johnsson, Mark Parrish, Branko Radivojevič, e Keith Carney. 
Durante l'NHL Entry Draft, vendono Patrick O'Sullivan, diciassettesima scelta complessiva, ai Los Angeles Kings, per lo slovacco Pavol Demitra. Niklas Bäckström viene scelto come portiere titolare, dopo che il precedente: 
Manny Fernandez si ruppe il ginocchio. Josh Harding, cresciuto nella squadra satellite dei Wild, gli Houston Aeros, viene promosso a secondo portiere.
Marián Gáborík dopo un infortunio all'inguine, rientra nel mese di gennaio 2007, dando subito un grosso aiuto all'attacco di Minnesota.
I Wild raggiungono i Playoff per la seconda volta nella loro storia e per la seconda volta vengono eliminati dagli Anaheim Ducks, futuri campioni.
2007-08 — Marián Gáborík con 42 goal e 83 Punti, diventa il miglior scorer di sempre dei Wild, e per la prima volta un giocatore di Minnesota supera i 40 goal in una stagione. Inoltre Jacques Lemaire vince la sua cinquecentesima gara da allenatore, e i Wild vincono il loro primo titolo di Division (Northwest), grazie a una vittoria per 3-1 su Calgary il 03/04/2008, arrivando terzi nella Western Conference. Nei Playoff affrontano nei quarti gli Avalanche, arrivati sesti nella regular season, ma vengono sconfitti 4-2 nella serie.
2008-09 Durante il mercato estivo i Wild acquistano Andrew Brunette dagli Avalanche, come contropartita del difensore Marek Židlický. La squadra viene rafforzata da Antti Miettinen e Owen Nolan.
I Wild raggiungono solamente il nono posto nella Western Conference 2008-09, non riuscendo ad entrare nei playoff. Sicuramente il poco apporto alla fase realizzativa degli attaccanti, i numerosi infortuni dei giocatori di maggior spicco, come Marian Gaborik che riesce a scendere in campo solo 17 volte, sono alla base della stagione fallimentare dei Wild.
Jacques Lemaire, allenatore dei Minnesota dal 2001, rassegna le dimissioni al termine della stagione, mentre viene licenziato Doug Risebrough il General Manager.

## Informazioni sulla squadra

### Divise
La divisa casalinga dei Minnesota Wild presenta il logo primario della società incastonato in un cerchio con la scritta "Minnesota Wild", la maglia è rossa con inserti verdi e bianchi.
La divisa da trasferta è bianca con maniche verdi e inserti rossi, il logo non è incastonato nel cerchio.

### Stagione per stagione
"Questa è una lista delle ultime cinque stagioni dei Minnesota Wild"
Note: PG = Partite Giocate, V = Vittorie, S = Sconfitte, X = Pareggi, OTS = Sconfitte all'Over time, Pts = Punti, GF = Goal Fatti, GS = Goal Subiti, PIM = Minuti di Penalità
| Stagione | PG                                                  | V                                                   | S                                                   | X                                                   | OTS                                                 | Pts                                                 | GF                                                  | GA                                                  | PIM                                                 | Posizione finale                                    | Playoffs                                            |
| 2003-04  | 82                                                  | 30                                                  | 29                                                  | 20                                                  | 3                                                   | 83                                                  | 188                                                 | 183                                                 | 1035                                                | Quinta, Northwest                                   | Non qualificata                                     |
| 2004-05  | Stagione cancellata per Lockout 2004-05 NHL lockout | Stagione cancellata per Lockout 2004-05 NHL lockout | Stagione cancellata per Lockout 2004-05 NHL lockout | Stagione cancellata per Lockout 2004-05 NHL lockout | Stagione cancellata per Lockout 2004-05 NHL lockout | Stagione cancellata per Lockout 2004-05 NHL lockout | Stagione cancellata per Lockout 2004-05 NHL lockout | Stagione cancellata per Lockout 2004-05 NHL lockout | Stagione cancellata per Lockout 2004-05 NHL lockout | Stagione cancellata per Lockout 2004-05 NHL lockout | Stagione cancellata per Lockout 2004-05 NHL lockout |
| 2005-061 | 82                                                  | 38                                                  | 36                                                  | —                                                   | 8                                                   | 84                                                  | 231                                                 | 215                                                 | 1211                                                | Quinta, Northwest                                   | Non qualificata                                     |
| 2006-07  | 82                                                  | 48                                                  | 26                                                  | —                                                   | 8                                                   | 104                                                 | 235                                                 | 191                                                 | 850                                                 | Seconda, Northwest                                  | Sconfitta Quarti di Finale (Ducks) (4-1)            |
| 2007–08  | 82                                                  | 44                                                  | 28                                                  | —                                                   | 10                                                  | 98                                                  | 223                                                 | 218                                                 | 1086                                                | Campione, Northwest                                 | Sconfitta Quarti di Finale (Avalanche) (4-2)        |

## Roster corrente
Aggiornato al 23/12/2016. 
| Portieri | Portieri          | Portieri      | Portieri | Portieri   | Portieri                |
| -------- | ----------------- | ------------- | -------- | ---------- | ----------------------- |
| #        |                   | Nome          | Stecca   | Acquistato | Luogo di Nascita        |
| 40       | Canada (bandiera) | Devan Dubnyk  | Sx       | 2015       | Regina, Saskatchewan    |
| 32       | Canada (bandiera) | Darcy Kuemper | Sx       | 2009       | Saskatoon, Saskatchewan |

| Difensori | Difensori              | Difensori       | Difensori | Difensori  | Difensori            |
| --------- | ---------------------- | --------------- | --------- | ---------- | -------------------- |
| #         |                        | Nome            | Tiro      | Acquistato | Luogo di Nascita     |
| 5         | Svezia (bandiera)      | Christian Folin | Dx        | 2014       | Göteborg, Svezia     |
| 6         | Canada (bandiera)      | Marco Scandella | Sx        | 2008       | Montréal, Quebec     |
| 20        | Stati Uniti (bandiera) | Ryan Suter - A  | Sx        | 2012       | Madison, Wisconsin   |
| 24        | Canada (bandiera)      | Mathew Dumba    | Dx        | 2012       | Regina, Saskatchewan |
| 25        | Svezia (bandiera)      | Jonas Brodin    | Sx        | 2011       | Karlstad, Svezia     |
| 39        | Stati Uniti (bandiera) | Nate Prosser    | Dx        | 2010       | Elk River, Minnesota |
| 46        | Canada (bandiera)      | Jared Spurgeon  | Dx        | 2010       | Edmonton, Canada     |

| Attaccanti | Attaccanti             | Attaccanti        | Attaccanti | Attaccanti | Attaccanti | Attaccanti                |
| ---------- | ---------------------- | ----------------- | ---------- | ---------- | ---------- | ------------------------- |
| #          |                        | Nome              | Posizione  | Tiro       | Acquistato | Luogo di Nascita          |
| 3          | Stati Uniti (bandiera) | Charlie Coyle     | C          | Dx         | 2012       | Weymouth, Massachusetts   |
| 7          | Canada (bandiera)      | Chris Stewart     | RW         | Dx         | 2016       | Scarborough, Ontario      |
| 9          | Finlandia (bandiera)   | Mikko Koivu - C   | C          | Sx         | 2001       | Turku, Finlandia          |
| 10         | Stati Uniti (bandiera) | Jordan Schroeder  | C          | Dx         | 2014       | Prior Lake, Minnesota     |
| 11         | Stati Uniti (bandiera) | Zach Parise       | LW         | Sx         | 2012       | Minneapolis, Minnesota    |
| 12         | Canada (bandiera)      | Eric Staal        | C          | Sx         | 2016       | Thunder Bay, Ontario      |
| 16         | Stati Uniti (bandiera) | Jason Zucker      | LW         | Sx         | 2010       | Newport Beach, California |
| 22         | Svizzera (bandiera)    | Nino Niederreiter | RW         | Sx         | 2013       | Coira, Svizzera           |
| 29         | Canada (bandiera)      | Jason Pominville  | RW         | Dx         | 2013       | Repentigny, Quebec        |
| 42         | Stati Uniti (bandiera) | Patrick Cannone   | C          | Dx         | 2016       | Bayport (New York)        |
| 44         | Canada (bandiera)      | Tyler Graovac     | C          | Sx         | 2013       | Brampton, Ontario         |
| 56         | Finlandia (bandiera)   | Erik Haula        | C          | Sx         | 2009       | Pori, Finlandia           |
| 63         | Canada (bandiera)      | Kurtis Gabriel    | RW         | Dx         | 2013       | Newmarket, Ontario        |
| 64         | Finlandia (bandiera)   | Mikael Granlund   | C          | Sx         | 2010       | Oulu, Finlandia           |

Nota: Dx= Destra, Sx= Sinistra, C= Centro, RW= Right Wing (Ala Destra), LW= Left Wing (Ala Sinistra).

## Capitani
Nota: Da quando i Wild hanno iniziato la loro esperienza in NHL, non hanno mai nominato un Capitano permanente. Il titolo di Capitano ruota tra i giocatori mensilmente.
- Sean O'Donnell, Ottobre 2000
- Scott Pellerin, Novembre 2000
- Wes Walz, Dicembre 2000
- Brad Bombardir, Gennaio & Febbraio 2001
- Darby Hendrickson, Marzo & Aprile 2001
- Jim Dowd, Ottobre 2001
- Filip Kuba, Novembre 2001
- Brad Brown, Dicembre 2001 & January 2002
- Andrew Brunette, Febbraio, Marzo, & Aprile 2002
- Brad Bombardir, Ottobre & Novembre 2002
- Matt Johnson, Dicembre 2002
- Sergei Zholtok, Gennaio 2003
- Brad Bombardir, Febbraio, Marzo, Aprile, e Playoffs 2003
- Brad Brown, Ottobre 2003
- Andrew Brunette, Novembre 2003
- Richard Park, Dicembre 2003
- Brad Bombardir, Gennaio 2004
- Jim Dowd, Febbraio 2004

- Andrew Brunette, Marzo & Aprile 2004
- No Captain (Lockout)  October 2004 - April 2005
- Alex Henry, Ottobre 2005
- Filip Kuba, Novembre 2005
- Willie Mitchell, Dicembre 2005 & Gennaio 2006
- Brian Rolston, February 2006
- Wes Walz, Marzo & Aprile 2006
- Brian Rolston, Ottobre & Novembre 2006
- Keith Carney, Dicembre 2006
- Brian Rolston, Gennaio 2007
- Mark Parrish, Febbraio, Marzo, Aprile & Playoffs 2007
- Pavol Demitra, Ottobre 2007
- Brian Rolston, Novembre 2007
- Mark Parrish, Dicembre 2007
- Nick Schultz, Gennaio & Febbraio 2008
- Marián Gáborík, Marzo, Aprile & Playoffs 2008

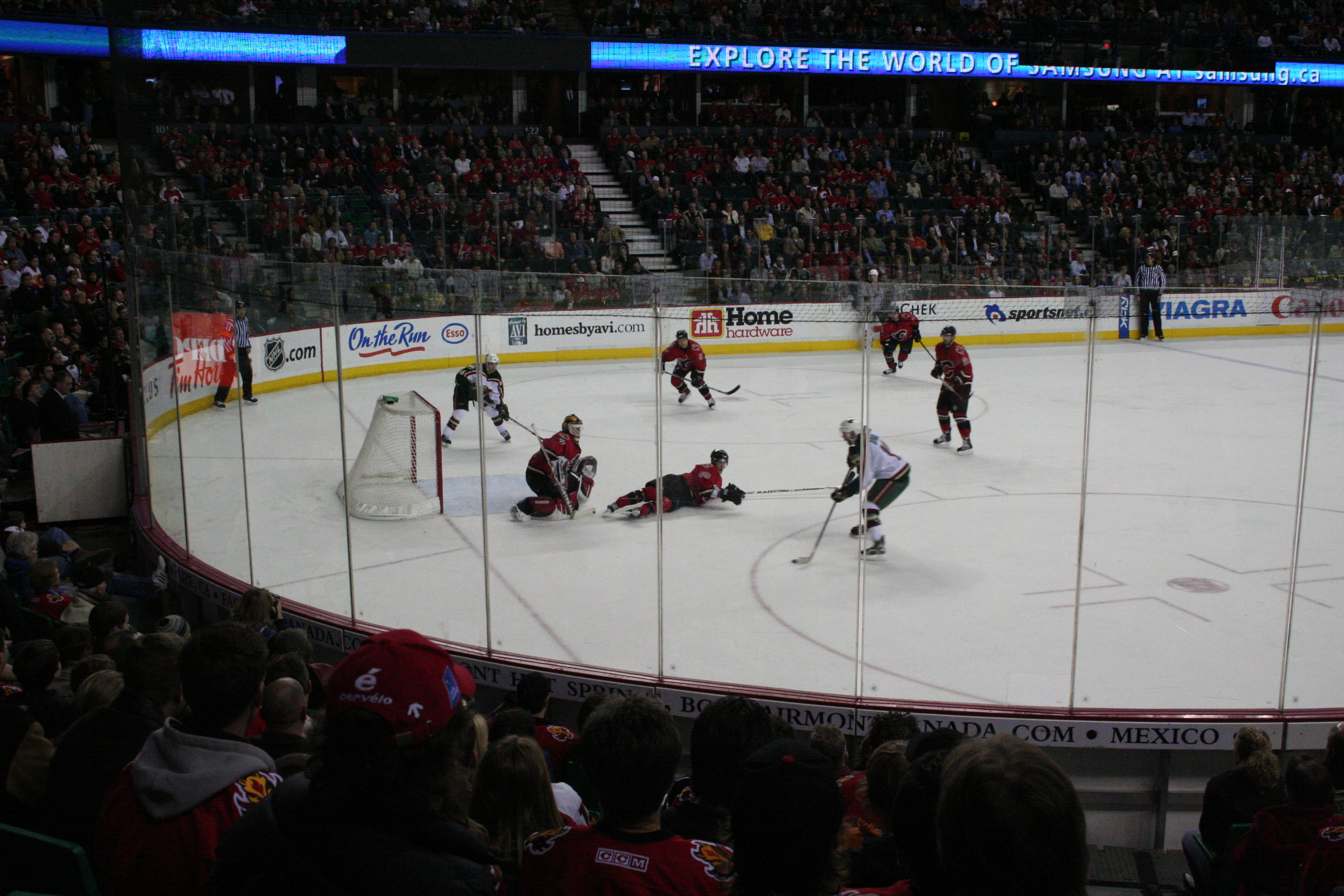
Wild @ Calgary Flames 12 dicembre 2006

### Personaggi di spicco
Hall of Famers: L'allenatore dei Wild, Jacques Lemaire, è presente nella Hall of Fame della NHL, come giocatore.
Dal 03/04/2008, è diventato l'undicesimo Coach nella storia sella NHL, a conquistare 502 vittorie.
Numeri Ritirati: I Wild hanno ritirato il numero 1, come tributo ai suoi giocatori, dal 10/10/2001. Il numero 99 stato ritirato dalla NHL, come tributo a Wayne Gretzky durante Febbraio 7, 2001.

### Prima scelta agli NHL Entry Draft
- 2000:  Marián Gáborík (Terza assoluta)
- 2001:  Mikko Koivu (Sesta assoluta)
- 2002:  Pierre-Marc Bouchard (Ottava assoluta)
- 2003:  Brent Burns (Ventesima assoluta)
- 2004:  A.J. Thelen (Dodicesima assoluta)
- 2005:  Benoît Pouliot (Quarta assoluta)
- 2006:  James Sheppard (Nona assoluta)
- 2007:  Colton Gillies (Sedicesima assoluta)

## Migliori Giocatori

### Record Individuali
Questi sono i giocatori che hanno segnato il maggior numero di Punti(Assist+Goal) per Minnesota
Note: Pos = Posizione; PG = Partite Giocate; G = Goal; A = Assist; Pts = Punti; P/p = Punti per Partita; * = Ancora nel Roster dei Wild, C= Centro, RW= Right Wing (Ala destra), LW= Left wing (Ala sinistra), D= Difensore.
| Nome                  | Pos | PG  | G   | A   | Pts | P/p  |
| Marián Gáborík*       | RW  | 485 | 206 | 208 | 414 | 0.85 |
| Pierre-Marc Bouchard* | RW  | 354 | 61  | 160 | 221 | 0.62 |
| Brian Rolston*        | LW  | 241 | 96  | 106 | 202 | 0.84 |
| Wes Walz              | C   | 458 | 82  | 100 | 182 | 0.40 |
| Andrew Brunette       | LW  | 245 | 54  | 110 | 164 | 0.67 |
| Pascal Dupuis         | LW  | 334 | 67  | 74  | 141 | 0.42 |
| Filip Kuba            | D   | 357 | 33  | 99  | 132 | 0.37 |
| Jim Dowd              | C   | 283 | 32  | 89  | 121 | 0.43 |
| Pavol Demitra*        | C   | 139 | 40  | 78  | 118 | 0.85 |
| Antti Laaksonen       | RW  | 323 | 55  | 63  | 118 | 0.37 |

### Record Individuali della Franchigia
- Maggior numero di Goal in una stagione: 42 Marián Gáborík, (2007–08*)
- Maggior numero di Assist in una stagione: 50 Pierre-Marc Bouchard, (2007–08*)
- Maggior numero di Punti in una stagione: 83 Marián Gáborík, (2007–08)
- Maggior numero di Minuti di penalità in una stagione: 201 Matt Johnson, (2002-03)
- Maggior numero di punti, Difensori: 43 Brent Burns, (2007–08*)
- Maggior numero di punti, Rookie: 36 Marián Gáborík, (2000-01)
- Maggior numero di goal in una partita: 5 Marián Gáborík (Dec. 20, 2007 contro New York Rangers)
- Maggior numero di vittorie, Portiere: 33 Niklas Backstrom; (2007–08)
- Miglior numero di Reti inviolate in una stagione: 5 Dwayne Roloson, (2001-02 & 2003-04) & Niklas Backstrom, (2006-07),
- Miglior +/- (plus/minus) in una stagione: +22 Keith Carney, (2006-07)

## NHL: Premi e Trofei
Jack Adams Award
- Jacques Lemaire: 2002-03

Roger Crozier Saving Grace Award
- Niklas Bäckström: 2006-07
- Dwayne Roloson: 2003-04

William M. Jennings Trophy
- Manny Fernandez e Niklas Backstrom: 2006-07